# Pardosa upembensis
Pardosa upembensis är en spindelart som först beskrevs av Roewer 1959.  Pardosa upembensis ingår i släktet Pardosa och familjen vargspindlar.
Artens utbredningsområde är Kongo. Inga underarter finns listade i Catalogue of Life.